# Илинка (ТВ филм)
„Илинка” је југословенски и македонски ТВ филм из 1975. године. Режирао га је Вељо Личеноски а сценарио је написао Јован Стрезовски

## Улоге
| Глумац              | Улога |
| ------------------- | ----- |
| Ленче Делова        |       |
| Дарко Дамевски      |       |
| Мето Јовановски     |       |
| Благоја Чоревски    |       |
| Ненад Милосављевић  |       |
| Ненад Стојановски   |       |
| Петар Темелковски   |       |
| Славко Нинов        |       |
| Борис Мајсторов     |       |
| Предраг Дишљенковић |       |